# Ødis
Ødis is een plaats in de Deense regio Zuid-Denemarken, gemeente Kolding, en telt 461 inwoners (2011).

## Geschiedenis
De plaats werd in 1864 overgedragen aan Denemarken als vergoeding voor de Koninklijke enclaves in het Hertogdom Sleeswijk (Sylt, Amrum, Rømø, Løgumkloster) die aan Pruissen kwamen. De stad behoorde tot het koninklijke deel van Sleeswijk en ligt op een lijn met Ribe.

## Bezienswaardigheid
De lokale kerk werd gebouwd in 1857 in een variant van de Byzantijnse architectuur. Aan de voorzijde van de kerk staat een herinneringssteen die de data 1864 en 1920 vermeldt, dit laatste jaartal verwijst naar het Referendum in Sleeswijk.
- Virtual International Authority File: 261973071